# Stanisław Gibasiewicz
Stanisław Gibasiewicz (ur. 6 listopada 1904 w Krotoszynie, zm. 25 września 1986 w Kórniku) – polski prawnik, numizmatyk, dyrektor Biblioteki Kórnickiej.
Ukończył gimnazjum w Krotoszynie i studia prawnicze na Uniwersytecie Poznańskim. Po studiach był aplikantem w Zarządzie Miejskim w Poznaniu, potem referentem ds. ekonomicznych w konsulatach polskich w Berlinie i Lille, wreszcie urzędnikiem administracyjnym Uniwersytetu Poznańskiego. W Poznaniu spędził lata okupacji hitlerowskiej, ponownie będąc zatrudnionym w zarządzie miasta.
W latach 1945–1953 pełnił funkcję naczelnika Fundacji "Zakłady Kórnickie". Po likwidacji Fundacji Biblioteka Kórnicka została przejęta przez Polską Akademię Nauk; po tych przekształceniach przez kilkanaście lat Gibasiewicz pełnił funkcję dyrektora administracyjno-gospodarczego Biblioteki. Na emeryturę przeszedł w 1970.
Był znanym numizmatykiem, autorem publikacji z tej dziedziny, członkiem stowarzyszeń branżowych. Wiedzę i doświadczenie wykorzystał także w pracy w Kórniku, porządkując i sprawując opiekę merytoryczną nad zbiorami numizmatycznymi Biblioteki. Na łamach "Pamiętnika Biblioteki Kórnickiej" ogłosił obszerny artykuł o tej kolekcji (Zbiór numizmatyczny Biblioteki Kórnickiej, 1968, zeszyt 9/10).